# Offoy (Somma)
Offoy – miejscowość i gmina we Francji, w regionie Hauts-de-France, w departamencie Somma.
Według danych na rok 2011 gminę zamieszkiwało 219 osób, a gęstość zaludnienia wynosiła 31 osób/km² (wśród 2293 gmin Pikardii Offoy plasuje się na 769. miejscu pod względem liczby ludności, natomiast pod względem powierzchni na miejscu 675.).